# Vasseny
Vasseny é uma comuna francesa na região administrativa de Altos da França, no departamento de Aisne. Estende-se por uma área de 3,18 km². Em 2010 a comuna tinha 219 habitantes (densidade: 68,9 hab./km²).